# جاي هاردواي
جوبك هيبلوم (Jobke Heiblom) و يعرف أكثر باسمه المستعار جاي هاردواي (Hardway) . هو دي جي و منتج أسطوانات هولندي من مواليد 27 أبريل 1991 ،صنف في المركز 89 عالميا سنة 2016 حسب التصنيف السنوي التي تصدره مجلة دي جي .

## روابط خارجية
- جاي هاردواي على موقع ميوزك برينز (الإنجليزية)
- جاي هاردواي على موقع ديسكوغز (الإنجليزية)